# Káposztaleves
A Káposztaleves (eredeti cím franciául: La Soupe aux choux) 1981-ben bemutatott francia sci-fi filmvígjáték, amely René Fallet című regénye alapján készült. Főszereplője Louis de Funès, aki egyben a film forgatókönyvírója is. Az élőszereplős játékfilm rendezője Jean Girault, producere Christian Fechner. A film zenéjét Raymond Lefevre szerezte. A mozifilm a Films A2 és a Les Films Christian Fechner gyártásában készült, az AMLF forgalmazásában jelent meg. 

## Cselekmény
Két öregember, Puklis és Kló békésen éldegélnek Gyagyafalván és arról ismerík őket hogy csak bort isznak.Egyszer szellentő bajnokságot rendeznek, és erre egy földönkívüli azt hiszi hogy hívják. Már mindkét öreg alszik amikor megérkezik a földönkívüli. Felébred Kló és találkozik az idegennel, aki megszereti a káposztalevest. Puklis is észreveszi az űrhajót, de Kló úgy tesz mintha semmiféle idegen nem járt volna ott. Az idegen többször visszatér , és összebarátkozok Klóval. Kló megmutat neki egy képet a feleségéről aki akkor már 10 éve halott. Csodabogár intézkedik, és feléleszti Kló feleségét, csakhogy fiatalon. A fiatal, rakoncátlan feleség hatalmas gondot okoz Klónak, de végül elmegy és új életbe kezd. Csodabogár elmondja Klónak hogy a másik bolygón be akarják vezetni a káposztalevest, de azt csak Kló tudja elkészíteni, így megkéri hogy költözzön át hozzájuk, Kló nemet mond.Eközben döntést hozott a vezetőség hogy hatalmas építkezésbe kezd és emiatt le kell rombolni Kló farmját. Csodabogár segít és igy Kló, Puklis, a macska, Bözsi és az egész farm átköltözik egy idegen bolygóra.

## Szereplők
| Szerep                    | Színész           | Magyar hang       |
| ------------------------- | ----------------- | ----------------- |
| Claude Ratinier           | Louis de Funès    | Szombathy Gyula   |
| Francis Cherasse          | Jean Carmet       | Dobránszky Zoltán |
| l'Oxien                   | Jacques Villeret  | Kocsis György     |
| Amelie Poulangeard        | Claude Gensac     | Koffler Gizi      |
| Polgármester              | Marco Perrin      | Kárpáti Tibor     |
| Francine                  | Christine Dejoux  | Csondor Kata      |
| Rendőrfőnök               | Henri Génès       | Kardos Gábor      |
| Catherine Lemouette       | Gaëlle Legrand    | Riha Zsófi        |
| Robert                    | Philippe Ruggieri | Szokol Péter      |
| Amelie Poulangeard bátyja | Max Montavon      | Antal László      |
| Doktor                    | Thierry Liagre    | Garai Róbert      |
| Csapos nő                 | N/A               | Némedi Mari       |
| Mesélő (hang)             | N/A               | Bozai József      |

## Érdekességek
- A csendőr és a földönkívüliek c. vígjáték sikere után a sorozat készítői a hatodik Csendőr vígjátékot is földönkívüli témakörben gondolták elkészíteni. Az első elképzelés szerint a földönkívüliek visszatérnek Saint-Tropezba, hogy bosszút álljanak Lütyőn és emberein. Végül ehelyett A csendőr és a csendőrlányok c. filmet készítették el, a földönkívüli témát pedig meghagyták a Káposztaleves c. vígjátéknak.

## Televíziós sorozatok
Duna TV, RTL Klub, Paramount Channel